# Coupe de France de cyclo-cross 2015
De Coupe de France de cyclo-cross 2015 was het 33e seizoen van deze wedstrijdenserie in het veldrijden. De competitie ging van start op 11 oktober 2015 en eindigde op 30 december 2015. De Coupe de France telde drie veldritten, allen in Frankrijk.

## Kalender
| Datum      | Locatie     | Winnaar           | Tweede         | Derde          | Leider in het klassement |
| ---------- | ----------- | ----------------- | -------------- | -------------- | ------------------------ |
| 11/10/2015 | Albi        | Clément Venturini | Francis Mourey | Wietse Bosmans | Clément Venturini        |
| 15/11/2015 | Quelneuc    | Clément Venturini | John Gadret    | Ivan Gicquiau  | Clément Venturini        |
| 30/12/2015 | Flamanville | Clément Venturini | Steve Chainel  | Francis Mourey | Clément Venturini        |

Kampioenschappen:  Wereldkampioenschappen · 
 Europese kampioenschappen · 
 Belgische kampioenschappen · 
 Nederlandse kampioenschappen
Klassementen:  Wereldbeker · 
 Superprestige · 
 Bpost bank trofee · 
 EKZ CrossTour · 
 TOI TOI Cup · 
 Coupe de France
 National Trophy Series · 
 Giro d'Italia Ciclocross
Overig:  Soudal Classics
1983 · 
1984 · 
1985 · 
1986 · 
1987 · 
1988 · 
1989 · 
1990 · 
1991 · 
1992 · 
1993 · 
1994 · 
1995 · 
1996 · 
1997 · 
1998 · 
1999 ·
2000 · 
2001 · 
2002 · 
2003 · 
2004 · 
2005 · 
2006 · 
2007 · 
2008 · 
2009 · 
2010 · 
2011 · 
2012 · 
2013 · 
2014 · 
2015 · 
2016 · 
2017 · 
2018 ·
2019 ·
2020 · 2021  · 2022 · 2023 · 2024